# WorldTeach
WorldTeach est une organisation non gouvernementale américaine qui permet à ceux qui le souhaitent d'apporter une contribution significative à l'éducation internationale en vivant et en travaillant comme enseignants bénévoles dans les pays en développement.

## Mission
Fondée en 1986 par un groupe d'étudiants de l'université de Harvard, WorldTeach place des volontaires dans les communautés à travers le monde, dans le cadre de programmes annuels ou estivaux. Environ 400 bénévoles contribuent chaque année ; plus de 7 000 bénévoles ont participé au cours des 30 premières années. Tous les bénévoles doivent être inscrits dans un programme universitaire de quatre ans, ou l'avoir terminé. La plupart des bénévoles sont des diplômés récents. 

## Les volontaires
La plupart des bénévoles enseignent l'anglais, d'autres enseignent l'informatique, les mathématiques et la comptabilité, et d'autres sensibilisent même leurs élèves au problème du SIDA. WorldTeach travaille essentiellement en parteniariat avec les Ministères de l'Éducation, qui identifient les besoins auxquels les bénévoles de WorldTeach peuvent contribuer.
Les projets auxquels participent les volontaires sont très variés, tant par la taille de la communauté aidée (de 300.000 à 7 millions de personnes) que par l'âge des étudiants (des élèves de primaire aux adultes) ou des conditions de logement (chez l'habitant ou en appartement privé). 
Tout comme les Corps de la Paix, les volontaires de WorldTeach ont un large choix de pays où effectuer leur mission mais, contrairement à eux, ils doivent postuler pour aller dans un pays et leur candidature doit être acceptée par le pays de destination.

## Programmes

### Programmes annuels
WorldTeach a des programmes annuels dans les Samoa américaines, au Chili, en Chine, en Colombie, au Costa Rica, au Guyana, dans les États fédérés de Micronésie (Kosrae, Chuuk, Pohnpei), aux Îles Marshall, en Namibie, en Tanzanie et en Thaïlande.
Le financement est partagé entre le système éducatif local et les volontaires de WorldTeach. Certains frais sont totalement couverts par des partenaires de WorldTeach, d'autres coûtent de 1 250 à 4 590 $. Ces coûts couvrent le logement, le visa, une assurance maladie, l'évacuation d'urgence, un soutien 24h/24 par du personnel de terrain, de trois à quatre semaines d'acclimatation au pays (y compris une formation à la langue locale) et une allocation mensuelle. L'allocation est à peu près égale au salaire d'un enseignant local.
Ces programmes exigent du volontaire un diplôme universitaire de 4 ans.

### Programmes d'été
Les programmes d'été se déroulent en Chine, au Costa Rica, en Équateur, au Maroc, en Namibie, au Népal, en Pologne et en Afrique du Sud. Les volontaires des programmes d'été ne sont pas nécessairement diplômés ; au contraire, la plupart d'entre eux sont encore des étudiants.
Ces programmes ne sont pas financés par les pays bénéficiaires ; les étudiants financent généralement eux-mêmes leur participation, avec leur argent, grâce à des bourses ou à des crédits de leur université.